# Salacia sibogae
Salacia sibogae is een hydroïdpoliep uit de familie Sertulariidae. De poliep komt uit het geslacht Salacia. Salacia sibogae werd in 1924 voor het eerst wetenschappelijk beschreven door Billard. 